# 歡場 (1985年電影)
《歡場》，是1985年上映的一部香港喜劇片，由麥當傑執導，麥當雄監製，葉德嫻、林建明、莊文清、盧海鵬主演。

## 劇情
警員紫薇、女教徒、愛金、福爾摩斯、六尺三、肥妹及沙展蟹鉗因紀律處分而革職，實際是被上司安排到罪惡城夜總會作臥底調查舞女被殺案件，奉命投身歡場，誘捕變態「歡場屠夫」。罪惡城夜總會第1組媽媽生Q.E.對這隊新手雜牌軍諸多嘲諷, 引發激烈內部鬥爭。

## 演員表
| 演員   | 角色                                                                                   |
| 葉德嫻 | 蟹鉗 警方臥底 化名Wendy Cheung(W.C.) 扮演罪惡城夜總會第169組舞女媽媽生                 |
| 方碧蘭 | 警方臥底 扮演罪惡城夜總會第169組小姐                                                   |
| 盧佩瓊 | 警方臥底 扮演罪惡城夜總會第169組小姐                                                   |
| 林婍翹 | 警方臥底 扮演罪惡城夜總會第169組小姐                                                   |
| 呂海霖 | 警方臥底 扮演罪惡城夜總會第169組小姐                                                   |
| 林靜   | 警方臥底 扮演罪惡城夜總會第169組小姐                                                   |
| 盧海鵬 | 譚總警司                                                                               |
| 林建明 | Queen Elizabeth(Q.E.) 罪惡城夜總會第1組舞女媽媽生                                      |
| 金燕玲 | 罪惡城夜總會第1組小姐                                                                  |
| 莊文清 | 罪惡城夜總會第1組小姐                                                                  |
| 吳孟達 | 「歡場屠夫」 行動代號: 西瓜刨                                                          |
| 楊又祥 | 高天威 罪惡城夜總會常客 喜歡高頭大馬的小組 因六尺三能乎合其條件而令Q.E.不滿            |
| 羅浩楷 | 楷哥 《龍虎豹》模特兒                                                                  |
| 許紹雄 |                                                                                        |
| 余子明 |                                                                                        |
| 鄭丹瑞 |                                                                                        |
| 曹達華 |                                                                                        |
| 葉夏利 | 何牧師 教會在主角群住址樓下的牧師 稱主角群為罪人，上門與主角群理論時被眾醉酒的主角吊起 |
| 許英秀 | 何伯 罪惡城夜總會大客 龍鳳榜之夜支持第169組                                            |

## 争议
在电影制作过程中，嘉禾娱乐以准备日后电影拍摄为由，拍摄某李姓男士的照片。电影制作组其后未经授权将图片用于电影中的一处神主牌，将李氏当成死人。李氏后来成功控告嘉禾娱乐诽谤，获得25000港元的赔偿。香港高等法院并下达禁制令禁止嘉禾娱乐播放和要求其销毁所有含有李氏照片的《欢场》电影。在简介案情背景时，主审法官称电影淫褻和充满大量低俗色情笑点，并认为其被正确地分类为「儿童不宜」。

## 外部連結
- 香港影庫上《歡場》的資料（繁體中文）
- 互联网电影数据库（IMDb）上《歡場》的资料（英文）